# OR6N1
OR6N1 (англ. Olfactory receptor family 6 subfamily N member 1) – білок, який кодується однойменним геном, розташованим у людей на короткому плечі 1-ї хромосоми.  Довжина поліпептидного ланцюга білка становить 312 амінокислот, а молекулярна маса — 34 869.
| 10         |  | 20         |  | 30         |  | 40         |  | 50         |
| ---------- |  | ---------- |  | ---------- |  | ---------- |  | ---------- |
| MDTGNWSQVA |  | EFIILGFPHL |  | QGVQIYLFLL |  | LLLIYLMTVL |  | GNLLIFLVVC |
| LDSRLHTPMY |  | HFVSILSFSE |  | LGYTAATIPK |  | MLANLLSEKK |  | TISFSGCLLQ |
| IYFFHSLGAT |  | ECYLLTAMAY |  | DRYLAICRPL |  | HYPTLMTPTL |  | CAEIAIGCWL |
| GGLAGPVVEI |  | SLISRLPFCG |  | PNRIQHVFCD |  | FPPVLSLACT |  | DTSINVLVDF |
| VINSCKILAT |  | FLLILCSYVQ |  | IICTVLRIPS |  | AAGKRKAIST |  | CASHFTVVLI |
| FYGSILSMYV |  | QLKKSYSLDY |  | DQALAVVYSV |  | LTPFLNPFIY |  | SLRNKEIKEA |
| VRRQLKRIGI |  | LA         |  |            |  |            |  |            |

A: Аланін

C: Цистеїн

D: Аспарагінова кислота

E: Глутамінова кислота

F: Фенілаланін

G: Гліцин

H: Гістидин

I: Ізолейцин

K: Лізин

L: Лейцин

M: Метіонін

N: Аспарагін

P: Пролін

Q: Глутамін

R: Аргінін

S: Серин

T: Треонін

V: Валін

W: Триптофан

Кодований геном білок за функціями належить до рецепторів, g-білокспряжених рецепторів, білків внутрішньоклітинного сигналінгу. 
Задіяний у такому біологічному процесі як поліморфізм. 
Локалізований у клітинній мембрані, мембрані.